# Kazuhiro Suzuki
Kazuhiro Suzuki (鈴木 和裕 Suzuki Kazuhiro?), född 16 november 1976, är en japansk tidigare fotbollsspelare.
I april 1995 blev han uttagen i Japans trupp till U20-världsmästerskapet 1995.